# Ignacio Zaragoza, Altotonga
Ignacio Zaragoza är en ort i Mexiko.   Den ligger i kommunen Altotonga och delstaten Veracruz, i den sydöstra delen av landet, 200 km öster om huvudstaden Mexico City. Ignacio Zaragoza ligger 2 165 meter över havet och antalet invånare är 2 329.
Terrängen runt Ignacio Zaragoza är varierad. Runt Ignacio Zaragoza är det ganska tätbefolkat, med 108 invånare per kvadratkilometer. Närmaste större samhälle är Teziutlan, 18,3 km nordväst om Ignacio Zaragoza. I omgivningarna runt Ignacio Zaragoza växer i huvudsak blandskog.